# Wilcze jagody
Wilcze jagody – pierwsza powieść Leonie Ossowski wydana w 1998 roku.

## Spis treści
1. Sophie wraca z podróży, o której nie wspomina się ani słowem
2. Killert w charakterze członka partii i Boże Narodzenie, jakiego w Rohrdorfie ludzie jeszcze nie widzieli
3. O tym, jak Jula uczyła Karla Fiebiga pacierza
4. Święto gospodarzy
5. Na ratunek Janowi Orlińskiemu
6. Polowanie na płową zwierzynę, tym razem bez udziału Töpendorfa
7. Z rozkazu führera, czyli bicie dzwonów kontra muzyka marszowa
8. O pannie Herzel, której Laura nie może pomóc
9. Strzelanina trwa do piątej rano i Magda Weiß zostaje trafiona kulą
10. Liliowe P na żółtym tle
11. Marie zabiera głos i stwierdza, że milczenie wcale nie jest złotem
12. Leopold wraca do domu
13. Anna i Ludwik, czyli zakochanie – zaręczyny – aresztowanie
14. Pożegnanie i wyjazd